# Лайта (река)
Лайта или Лита́ва (нем. Leitha, венг. Lajta) — река в Австрии и Венгрии, правый приток Дуная. Несудоходна.
Длина — 180 км, средний расход воды около 10 м³/с. На реке расположены города Винер-Нойштадт, Брук-ан-дер-Лайта (Австрия) и Мошонмадьяровар (Венгрия). Последний стоит при впадении Лайты в боковой рукав Дуная — Мошонский Дунай. Также на реке расположен ряд более мелких посёлков.
Река образуется в Фишбахских Альпах к западу от Винер-Нойштадта. Генеральное направление течения — на восток, около Никкельсдорфа входит на территорию Венгрии. Между Эбенфуртом и Лайтапродерсдорфом и между Брук-ан-дер-Лайта и Гаттендорфом река образует границу между Нижней Австрией и Бургенландом, которая соответствует границе между Австрией и Венгрией до 1921 года. На правом берегу реки у венгерской границы тянутся горы Лайтагебирге.
От реки отходит несколько каналов, которые питают малые гидроэлектростанции. На отдельных участках эти каналы забирают большую часть воды Лайты. В реку впадает несколько рек, в том числе река Шед.
Река Лайта дала название Цислейтании и Транслейтании, двум составным частям Австро-Венгрии, образованным по Австро-венгерскому соглашению 1867 года. Слова Цислейтания и Транслейтания буквально означают «по эту» и «по ту сторону Лейты».